# Велинская волость
Велинская волость — волость в составе Бронницкого уезда Московской губернии. Существовала до 1927 года. Волостной центр — село Велино.

## История
10 октября 1927 года Велинская и Вохринская волости были объединены в единую Велино-Вохринскую волость. Её центром стал город Бронницы.

## Состав

### Населённые пункты
- Белозериха
- Бояркино
- Бритовка (Бритово)
- Велино — волостной центр
- Дьяково
- Заразиха
- Захариха
- Кривцы
- Малахово
- Марково
- Петровское
- Рыбаки (Рыбаково)
- Тимонино
- Тяжино
- Хлуднево

На 1 января 1926 года 14 селений.

### Сельсоветы
По данным 1919 года в Велинской волости было 15 сельсоветов: Белозерский, Бояркинский, Бритовский, Велинский, Дьяковский, Захаринский, Иваньковский, Кривцовский, Малаховский, Марковский, Петровский, Рыбаковский, Тимонинский, Тяжинский, Хлуденевский.
В 1923 году Белозерский с/с был присоединён к Захаринскому, Дьяковский — к Тяжинскому, Тимонинский — к Кривцовскому. Были упразднены Бритовский, Иваньковский, Малаховский сельсовет и Хлуденевский с/с.
В 1924 году Бритовский и Малаховский с/с был восстановлены. Кривцовский с/с был переименован в Тимонинский.
В 1925 году были восстановлены Белозерский и Кривцовский с/с. Бритовский с/с был переименован в Бритово-Хлуденевский, Тяжинский — в Тяжино-Дьяковский.